# Blorok
Blorok is een bestuurslaag in het regentschap Kendal van de provincie Midden-Java, Indonesië. Blorok telt 2179 inwoners (volkstelling 2010).